# Googong Dam
Googong Dam är en dammbyggnad i Australien. Den ligger i kommunen Palerang och delstaten New South Wales, i den sydöstra delen av landet, omkring 250 kilometer sydväst om delstatshuvudstaden Sydney. Den ligger vid sjön Googong Reservoir.
Runt Googong Dam är det mycket glesbefolkat, med 4 invånare per kvadratkilometer.. Närmaste större samhälle är Canberra, omkring 17 kilometer nordväst om Googong Dam.
Trakten runt Googong Dam består i huvudsak av gräsmarker. Genomsnittlig årsnederbörd är 990 millimeter. Den regnigaste månaden är februari, med i genomsnitt 169 mm nederbörd, och den torraste är maj, med 39 mm nederbörd.